# Château de Sainte-Geneviève-des-Bois
Le château de Sainte-Geneviève-des-Bois est un édifice situé sur le territoire de la commune de Sainte-Geneviève-des-Bois dans le département français de l'Essonne.

## Histoire
Le château fait l'objet d'une inscription différenciée : le donjon est classée au titre des monuments historiques par arrêté du 7 décembre 1923 et les façades et les communs, le passage couvert et les douves sont inscrits par arrêté du 12 janvier 1961. 